# إسحاق جونز (منافس ألعاب قوى)
إسحاق جونز (بالإنجليزية: Isaac Jones)‏ هو منافس ألعاب قوى غامبي، ولد في 18 يونيو 1990.

## وصلات خارجية
- خورخي جونز على موقع الاتحاد الدولي لألعاب القوى (الإنجليزية)
- خورخي جونز على موقع دورة ألعاب الكومنولث 2006 (مؤرشف) (الإنجليزية)